# Rózsa Ignácz
Dans le nom hongrois Ignácz Rózsa, le nom de famille précède le prénom, mais cet article utilise l’ordre habituel en français Rózsa Ignácz, où le prénom précède le nom.
Rózsa Ignácz, née le 25 janvier 1909 en Transylvanie à Kovászna, alors en Autriche-Hongrie – morte le 25 septembre 1979 à Budapest, est une actrice, écrivaine et traductrice hongroise. Son mari János Makkai était journaliste et homme politique. Son fils Ádám Makkai est un poète et traducteur lauréat du prix Kossuth. Sa petite-fille Rebecca Makkai est une écrivaine américaine.

## Biographie
Fille de László Ignácz (hu) et de Kornélia Makkai, elle termine ses études au lycée réformé de jeunes filles de Cluj-Napoca en 1928. Elle est diplômée de l’université d'art dramatique et cinématographique de Budapest en 1931. De 1931 à 1939 elle est membre du Théâtre national. Puis de 1939 à 1940 elle est correspondante à Paris du magazine Színházi Magazin (« magazine de théâtre »).
Son premier article est publié par Elek Benedek dans le magazine pour enfants Cimbora. En 1943, elle est élue membre de la Société Petőfi. De 1945 à 1947, elle travaille comme correctrice chez Fővárosi Kiadó, puis elle est rédactrice en chef de la revue Református Élet.
Après dix ans de silence forcé, un recueil de ses récits, Tegnapelőtt (« Avant-hier »), est publié en 1957. Ses livres traitent de l’histoire des Hongrois de Moldavie, de Bucovine et de Transylvanie, et des grandes figures historiques de Hongrie. Elle publie des dessins de voyage et fait des traductions du roumain.
En 1979 elle meurt renversée par un autobus.

## Travaux

### Écrits
- Anyanyelve magyar (roman, 1937)
- Rézpénz (roman, 1938)
- Levelek Erdélyből (récit, 1939)
- Született Moldovában (roman, 1940)
- Erdély lelke. A hazatért Erdély nagy, képes emlékalbuma; szerk. Ignácz Rózsa, bev. Zilahy Lajos; Dante, Budapest, 1940
- A bujdosó (récit, 1942)
- Családi mondakör. Karcolatok, anekdoták életemből; Dante, Budapest, 1942 (Ignácz Rózsa munkái)
- Keleti magyarok nyomában (carnet de voyage, 1942)
- Róza leányasszony (roman, 1942)
- Két élet (roman, 1943)
- Hivatalnok Berta (roman, 1944)
- Kedves dolog (scène de genre, 1946)
- Urak, úrfiak (roman, 1946)
- Meg ké' házasodni (jeu de carnaval, 1947)
- Mámoros malom (roman, 1947)
- Márványkikötő (roman, 1947)
- Az igazi Ibrinkó (contes de fées, histoires merveilleuses, 1955)
- Tegnapelőtt (récit, 1957)
- Mindenki levele (récit, 1958)
- Torockói gyász (roman, 1958)
- Az utolsó daru (roman de jeunesse, 1959)
- Prospero szigetén. Souvenirs de grands acteurs hongrois (1960)
- Tóparti ismerősök (nouvelles, 1961)
- Tűzistennő Hawaiiban (carnet de voyage, 1961)
- Csutka (conte de fées, 1962)
- Orsika (roman, 1963)
- Zebradob-híradó (carnet de voyage, 1963)
- Titánia ébredése (roman, 1964)
- Papírmalom (roman, 1967)
- Szavannatűz (récit, 1970)
- Argentína viharszünetben (1972)
- Hajdanában Zambiában (conte de fées, 1973)
- A hegyen-völgyön szánkázó diófa (contes de fées, 1974)
- Tűzistennő Hawaiiban egykor és most (carnet de voyage, 1974)
- Ikerpályáimon (souvenirs, 1975)
- Névben él csak (roman, 1977)
- Hazájából kirekesztve (1980)
- Utazások emlékkönyve (livre commémoratif, 1980)
- Kóborló kisfiú kalandjai (roman, 1980)
- Egy születésnap körül. Esquisse d'une époque révolue (1950–1953) (roman, 1983)
- Ünnepi férfiú. Szent László király romane (roman, 1989)
- A vádlott (roman historique, 1999)

### Traductions
- M. Rovan : Atyafiak (nouvelle, 1952)
- Alexandru Sahia : Júniusi eső (récit, 1955)
- Mihail Sadoveanu : Örvény felett (récit, 1956)
- Eusebiu Camilar : A betyárok völgye (roman, 1956)
- Petre Ispirescu : Szegény ember okos leánya (avec Zoltán Jékely et György Bözödi, 1957)
- Anatole France : Virágzó élet (roman, 1960)
- Alexandru Sahia : Az élő üzem (nouvelles, avec János Vistai András, 1960)
- A cápaisten. Hawaii mesék és mondák (1963)
- Fereydoun Hoveyda : Vesztegzár (roman, 1964)
- A kaméleon és az isten felesége. Contes populaires d’Afrique de l’Est (1969)